# Jakub Klepiš
Jakub Klepiš (Praga, 5 giugno 1984) è un hockeista su ghiaccio ceco professionista che gioca sia nel ruolo di ala destra che di centro. Ha giocato sia National Hockey League che nella Kontinental Hockey League.

## Palmarès

### Club
- Coppa Gagarin: 2

 Salavat Julaev: 2011
 Dinamo Mosca: 2012
- Calder Cup: 1

 Hershey Bears: 2005-2006
- Extraliga ceca: 1

 Slavia Praga: 2002-2003

### Nazionale
- Campionato mondiale di hockey su ghiaccio: 1

 Rep. Ceca: 2010
- Campionato mondiale di hockey su ghiaccio Under-18: 1

 Rep. Ceca U-18: 2002